# Садама
Са́дама (эст. Sadama — «Портовый») — микрорайон в районе Кесклинн города Таллина, столицы Эстонии.

## География

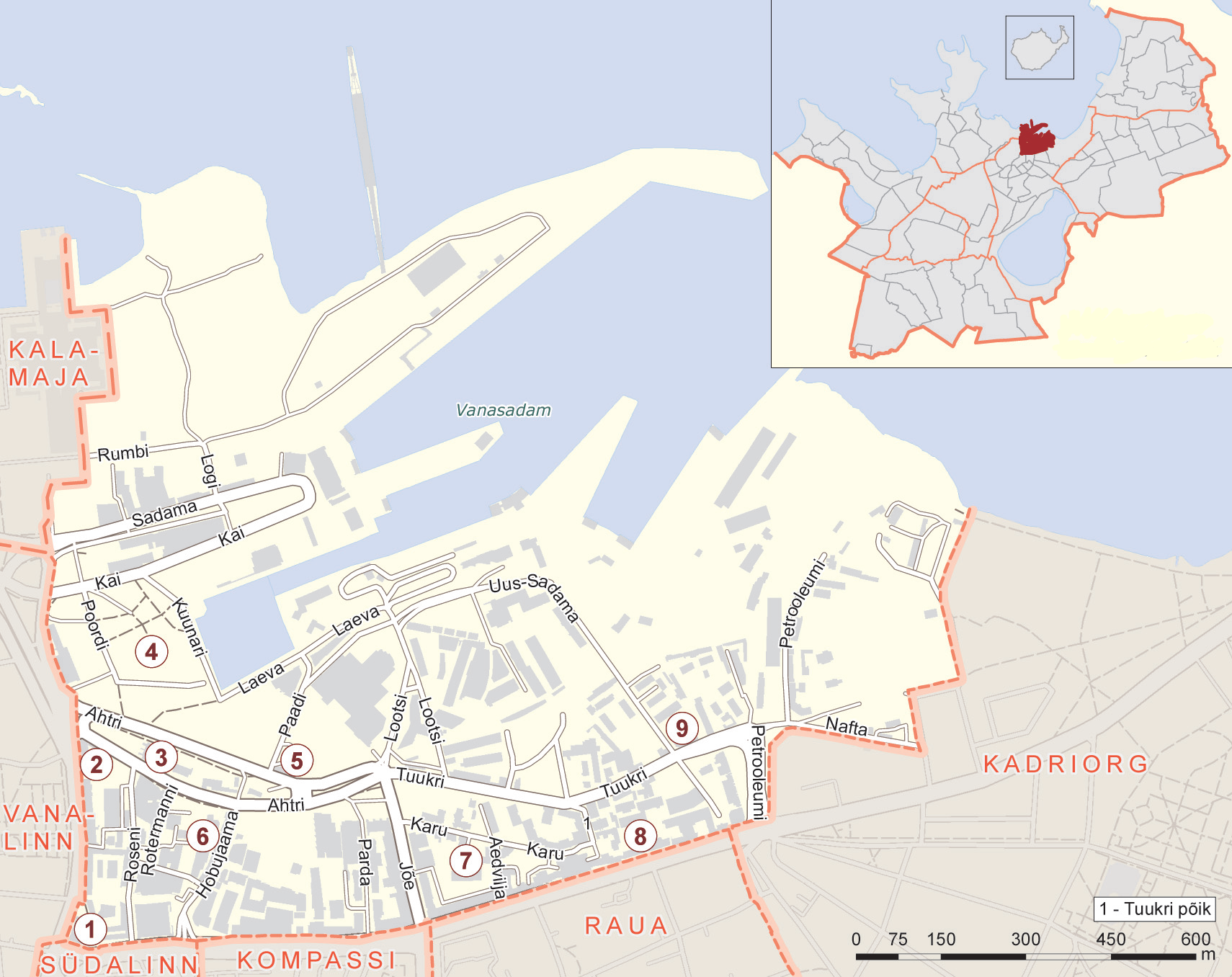
Карта микрорайона Садама

Расположен на берегу Таллинского залива. Граничит с микрорайонами Ваналинн, Кадриорг, Каламая, Компасси, Рауа и Сюдалинн. Площадь — 1,05 км². Плотность населения на 1 января 2023 года — 3264,7 чел/км².

## Улицы и площади
По территории микрорайона пролегают улицы Аэдвилья, Ахтри, Вёэри, Йыэ, Кай, Кару, Куунари, Лаэва, Логи, Лоотси, Мадалмаа, бульвар Мере, Нафта, Нарвское шоссе, Паади, Парда, Петроолеуми, Полди, Поорди, Рейди, Розени, Ротерманна, Румби, Садама, Туукри пыйк, Туукри, Уус-Садама, Филми, Халси, Хобуяама.
В Садама  расположены три площади: Адмиралтеэди, Виру и Лаэва.

## Население
| Численность населения микрорайона Садама на 1 января по данным Регистра народонаселения | Численность населения микрорайона Садама на 1 января по данным Регистра народонаселения | Численность населения микрорайона Садама на 1 января по данным Регистра народонаселения | Численность населения микрорайона Садама на 1 января по данным Регистра народонаселения | Численность населения микрорайона Садама на 1 января по данным Регистра народонаселения | Численность населения микрорайона Садама на 1 января по данным Регистра народонаселения | Численность населения микрорайона Садама на 1 января по данным Регистра народонаселения | Численность населения микрорайона Садама на 1 января по данным Регистра народонаселения |
| 2008                                                                                    | 2010                                                                                    | 2011                                                                                    | 2012                                                                                    | 2013                                                                                    | 2014                                                                                    | 2015                                                                                    | 2016                                                                                    |
| --------------------------------------------------------------------------------------- | --------------------------------------------------------------------------------------- | --------------------------------------------------------------------------------------- | --------------------------------------------------------------------------------------- | --------------------------------------------------------------------------------------- | --------------------------------------------------------------------------------------- | --------------------------------------------------------------------------------------- | --------------------------------------------------------------------------------------- |
| 2478                                                                                    | ↘2442                                                                                   | ↗2603                                                                                   | ↗2754                                                                                   | ↗2832                                                                                   | ↗2951                                                                                   | ↗3167                                                                                   | ↗3224                                                                                   |
| 2017                                                                                    | 2018                                                                                    | 2019                                                                                    | 2020                                                                                    | 2021                                                                                    | 2022                                                                                    | 2023                                                                                    |                                                                                         |
| ↗3464                                                                                   | ↗3703                                                                                   | ↗3711                                                                                   | ↗4128                                                                                   | ↗4411                                                                                   | ↗4465                                                                                   | ↗4538                                                                                   |                                                                                         |

## История
На рубеже XIV—XV веков Таллин (Колывань) был один из важнейших портов Балтийского моря, поскольку через него шли товары в Новгород и другие восточные города. Морская торговля приносила городу большой доход, на котором был основан строительный бум в городе в начале XV века. Территория современного порта окончательно сформировалась в XV веке после отступления линии моря. В 1647 году порт был реконструирован.
В 1714 году по указу русского царя Петра I на берегу Таллинского залива были основаны «Адмиралтейские мастерские» (Ревельские портовые заводы). Они располагались по соседству с нынешним портом Ванасадам, и их задачей являлся ремонт и оснащение кораблей Военно-морского флота Российской империи, базирующегося в Ревеле. Заводы имели комплекс необходимых зданий и сооружений, включая мастерские, строительные леса, склады, кузницы, административные здания и арсенал. «Адмиралтейские мастерские» также владели Таллинским канатным заводом, строительными предприятиями, кирпичным заводом и лесопилкой. К 1722 году эти мастерские стали первым крупным промышленным предприятием Ревеля, в котором было занято около 250 рабочих, и где было построено большое число военных кораблей Российской империи. На берегу Адмиралтейского канала были построены казармы и заводские здания. Сформировался русскоязычный посёлок Матросская слобода, который занял всю территорию современных улиц Ахтри, Садама и Лоотси и бульвара Мере.
После поражения России в Крымской войне было решено исключить Ревель из списка крепостей, в связи с чем городские укрепления стали постепенно сносить. В 1886 году «Ревельские портовые заводы» были переименованы в Государственный судоремонтно-механический завод.
В начале XIX века началось большое строительство в квартале Ротерманна. Именно там бывший ремесленник Кристиан Авраам Ротерманн начал расширять свою промышленную деятельность, и его сын продолжил это дело. Кристиан Бартольд Ротерманн развивал в городе металлургическую и деревообрабатывающую промышленность, построил здание паровой лесопилки (1879 г.), макаронную фабрику (1887 г.), а также торговое здание и мукомольню (1888 г.). В 1876 году было завершено строительство Таллинского спиртового завода в неороманском стиле (бульвар Мере 6/8), которым владел Александр Розен. Розен был председателем ассоциации, объединяющей винокурни Эстляндии, Лифляндии и Курляндии. В 1895 году его завод превратился в общероссийское объединение. В 2005 году одна из новых улиц в квартале Ротерманна была названа именем Розена.
До 1940 года центральный порт Таллина назывался Каубасадам (эст. Kaubasadam — «Торговый порт»). Позже он носил названия Морской торговый порт (эст. Merekaubasadam) и Центральный порт (эст. Kesklinna sadam), c 1998 года стал называться портом «Ванасадам». Два важнейших грузовых порта Таллина ― «Ванасадам» и «Пальяссааре» ― стали частью государственного акционерного общества «Порт Таллина», основанного в 1992 году.

Исторические фотографии современного микрорайон Садама
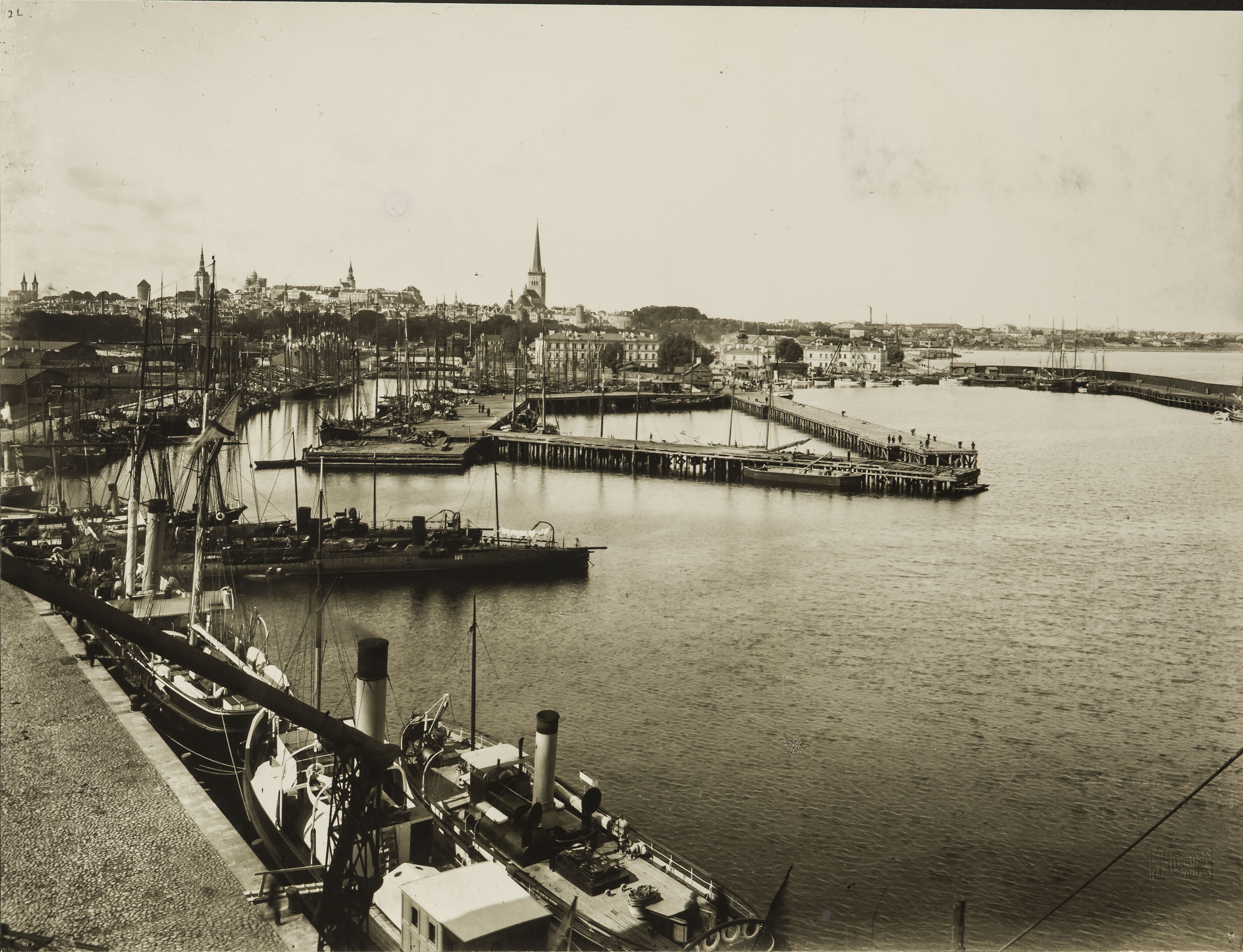
Старый порт
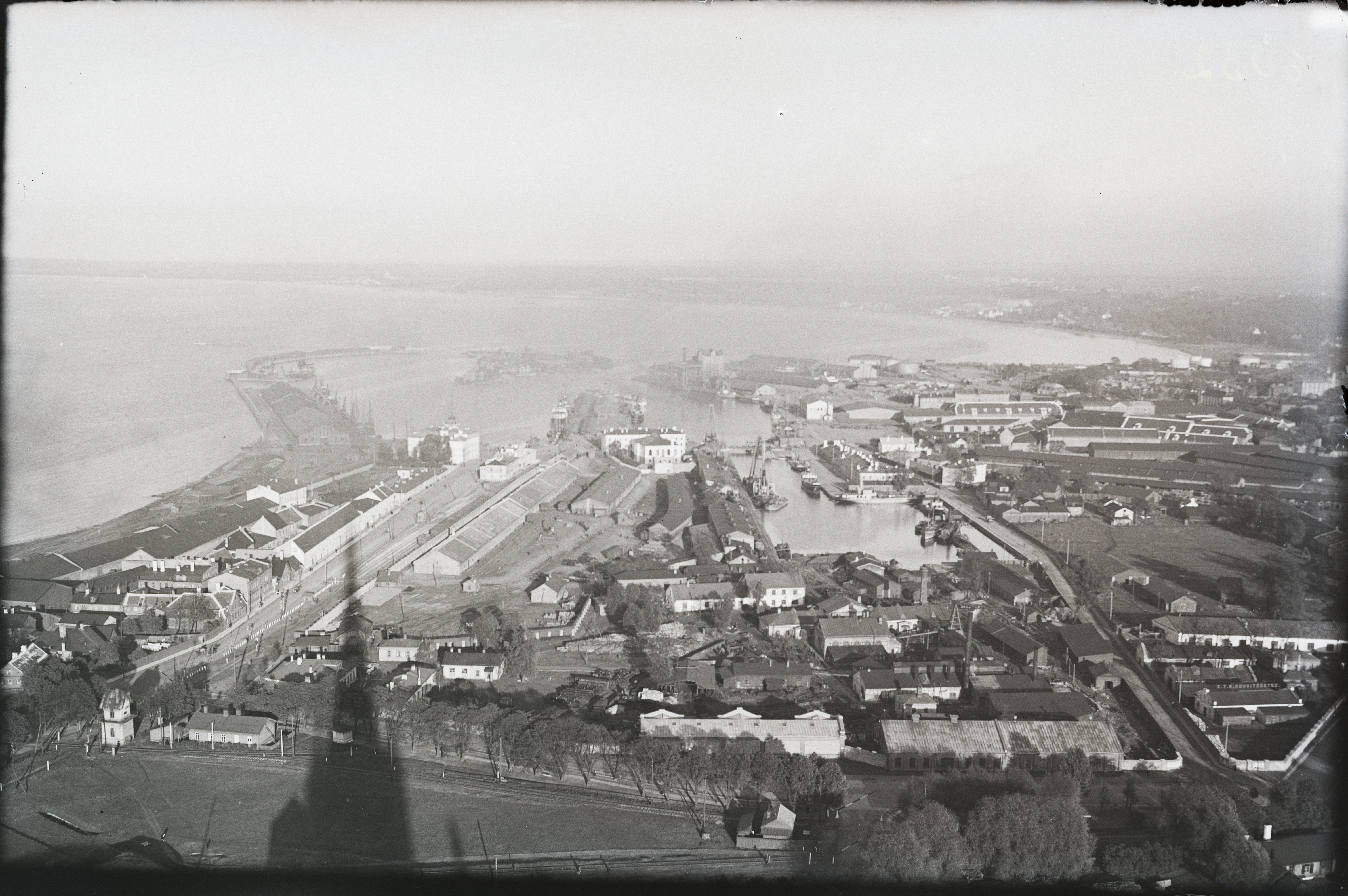
Порт Таллина в 1930-1940 годах
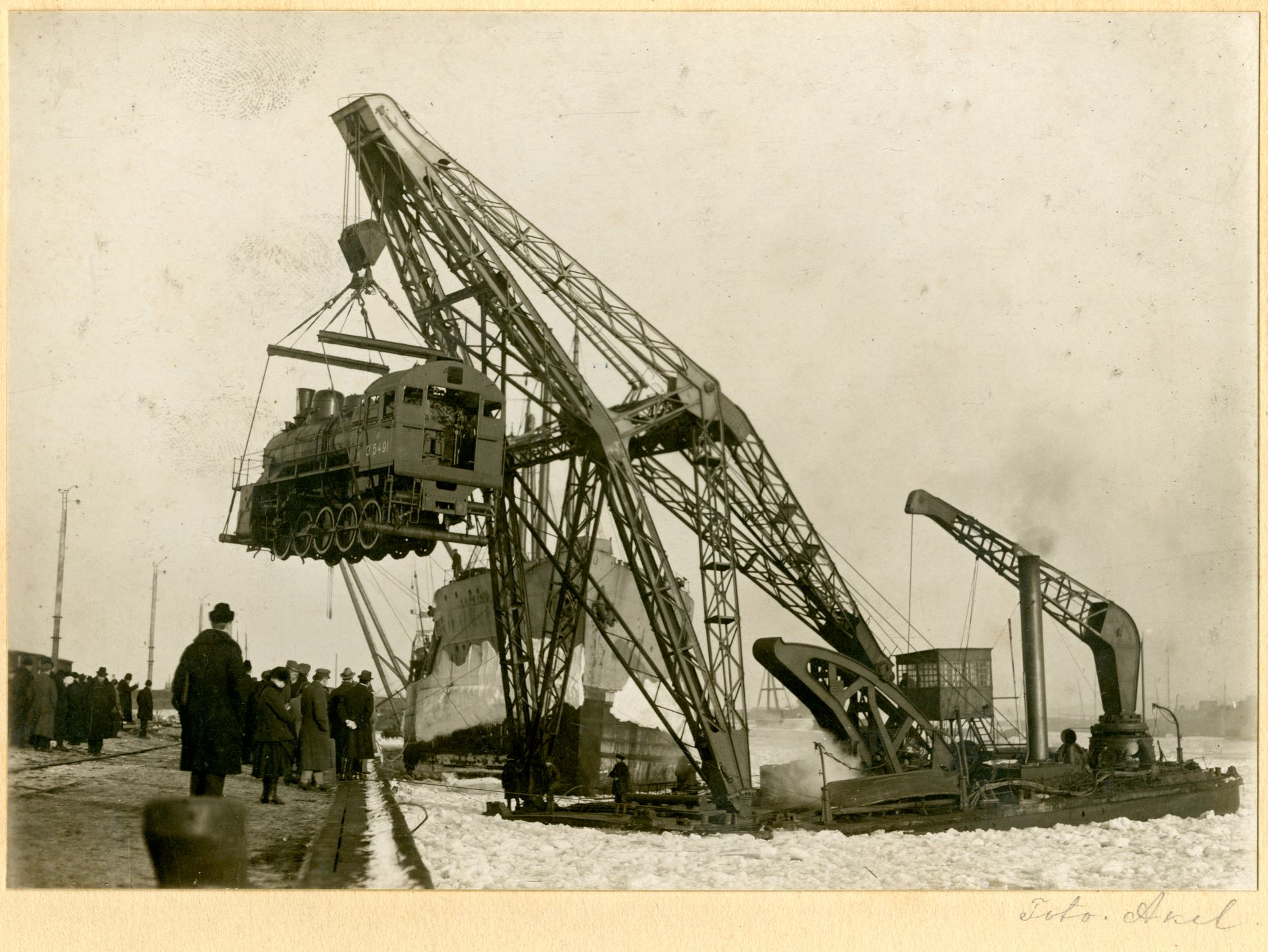
Кран поднимает паровоз Э-5491
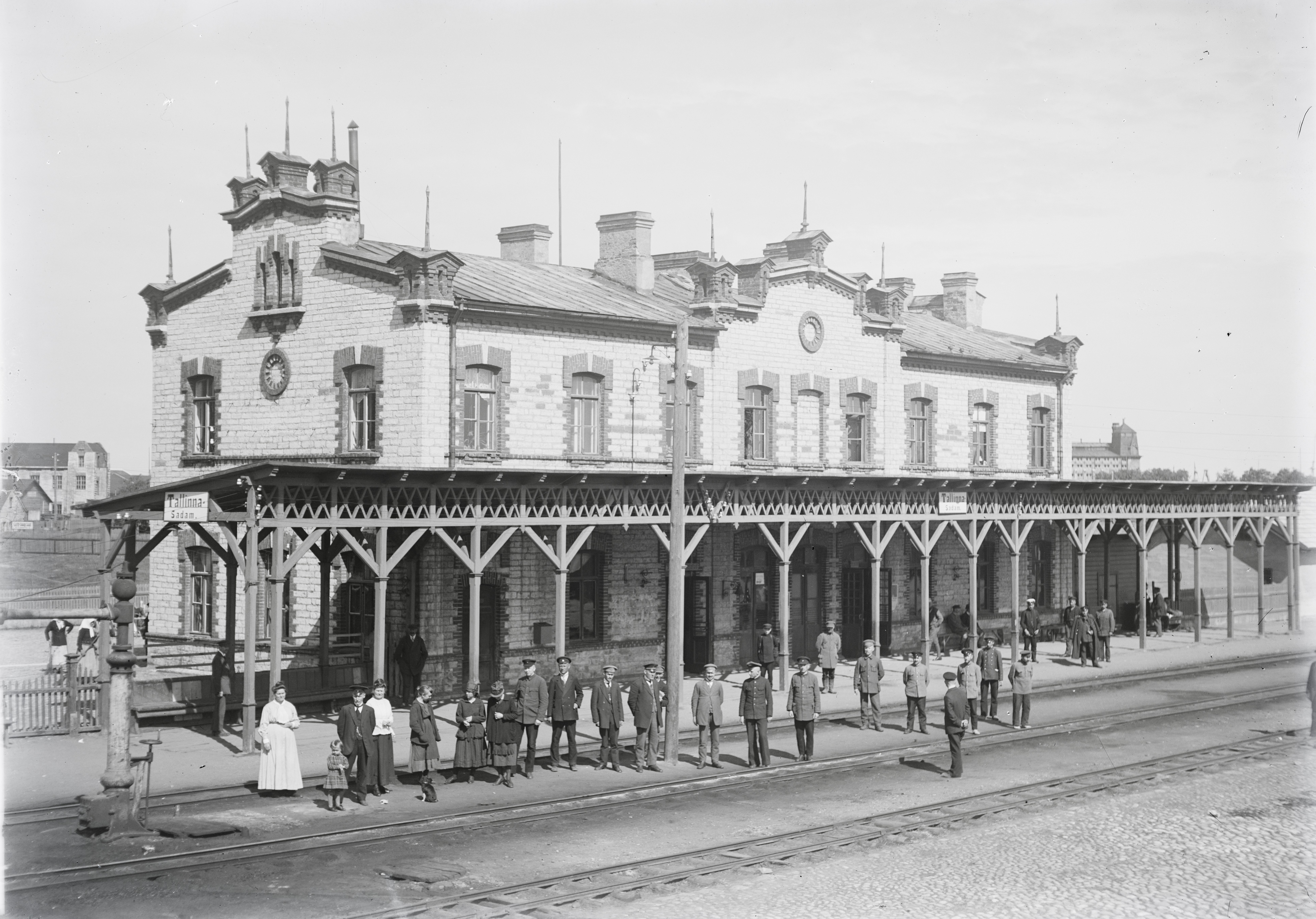
Железнодорожный вокзал Таллин—Садама, 1910–1930-е годы
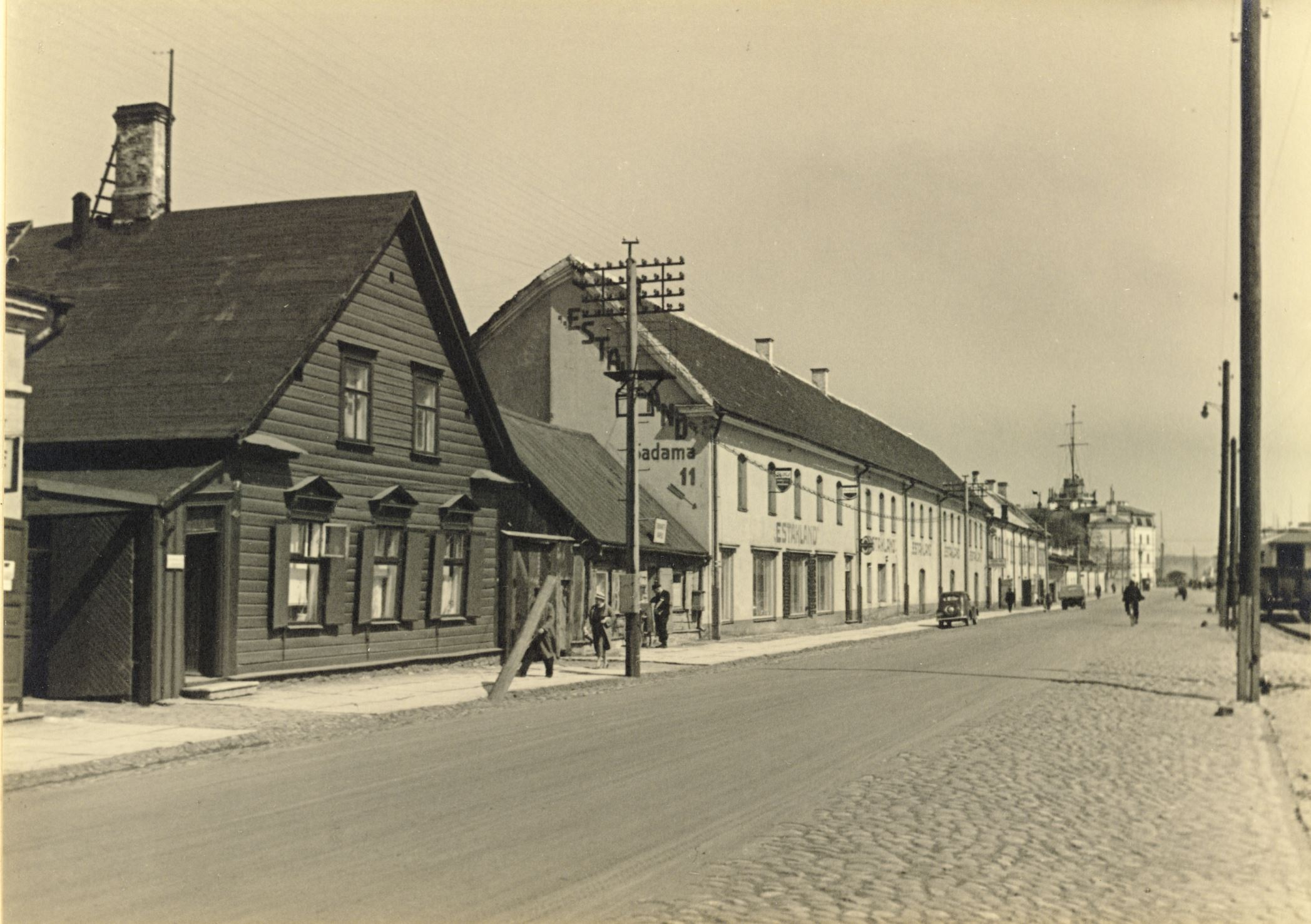
Улица Садама, 1938 год

## Предприятия и государственные учреждения

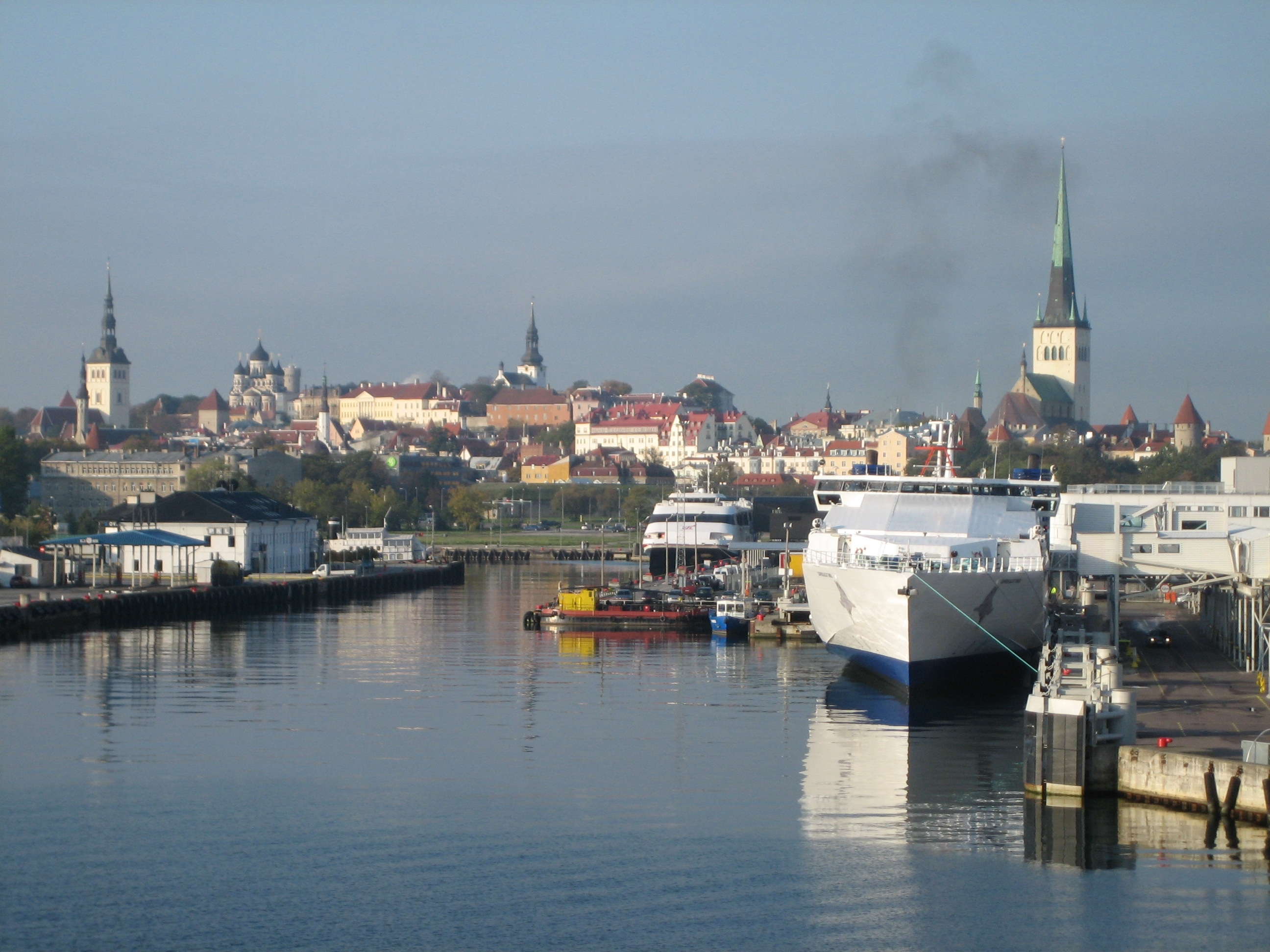
Таллинский пассажирский порт

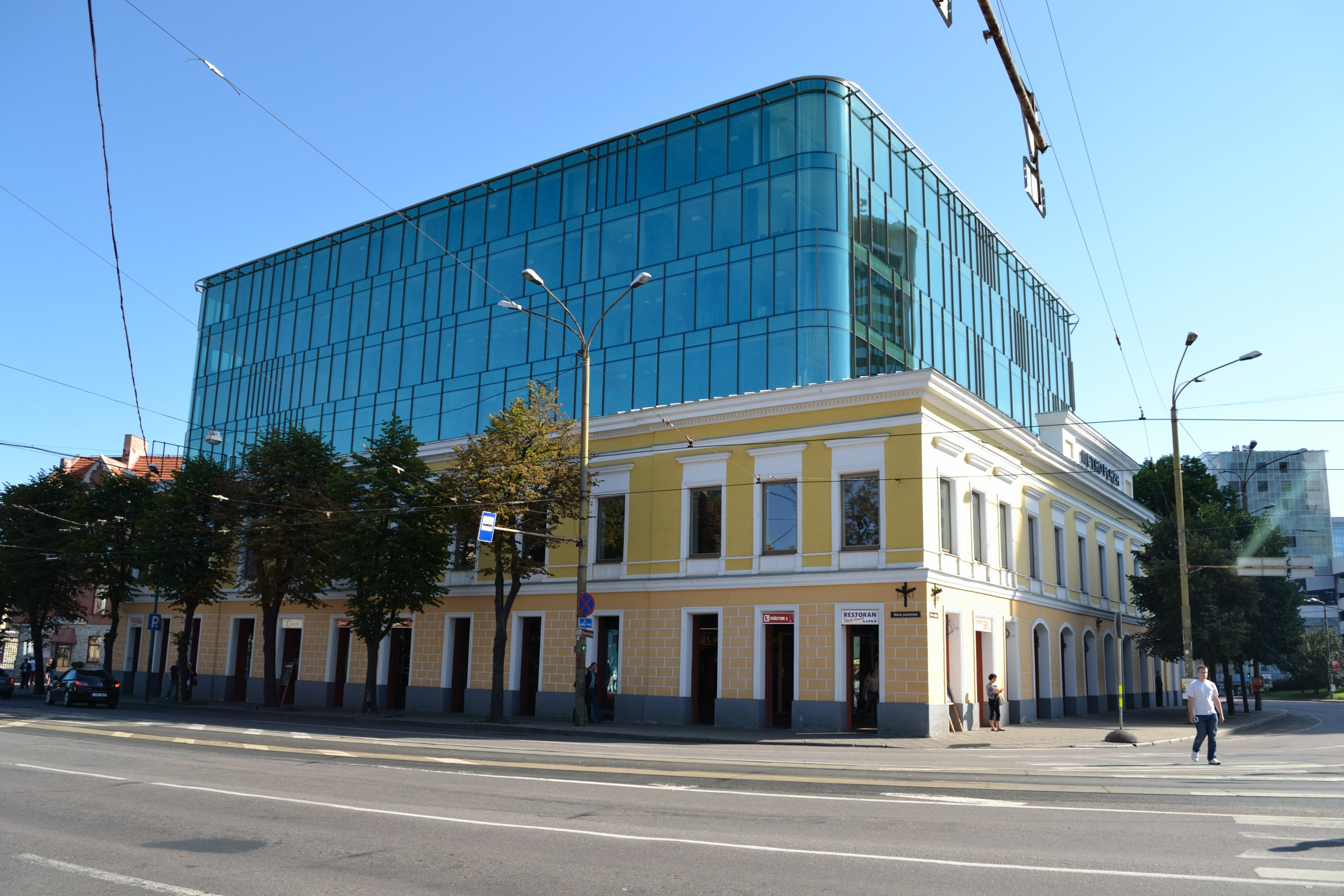
Бизнес-центр «Metro Plaza»

Одни из важнейших предприятий и объектов микрорайона связаны с портовым хозяйством, это:
- Sadama tn 25 — главный офис Таллинского порта[10];
- Sadama tn 25 — Таллинский пассажирский порт[10];
- Kai tn 6 — Яхтенный порт[эст.] в Адмиралтейском бассейне[эст.][10].

В Садама расположены:
- Narva mnt 7А — главный офис Министерства окружающей среды[эст.];
- Sadama tn 7 — главный офис компании «Ээсти Гааз».

## Учреждения образования и культуры
- Narva mnt 25 — Таллинский университет и городок Таллинского университета;
- Narva mnt 27 — Балтийский институт кинематографии, СМИ, искусств и коммуникации Таллинского университета[11];
- Karu tn 16 — Таллинская еврейская школа;
- Jõe tn 3 — Школа языков «Ин-Даун-Таун» (In Down-Town Keeltekool)[12];
- Ahtri tn 2 — Эстонский музей архитектуры[эст.];
- Rotermanni tn 18-1  — выставочный зал Музея Праздника танца[эст.][13];
- Karu tn 16 — Эстонский еврейский музей при Таллинской синагоге;
- Hobujaama tn 5 — кинотеатр «Coca-Cola Plaza»[эст.] («Apollo Kino Coca-Cola Plaza»).

## Бизнес-центры и торговые центры
- Narva mnt 1 — торговый центр «Постимая» (Postimaja Kaubanduskeskus);
- Narva mnt 5 — бизнес-центр «Фоорум» (Foorum Ärikeskus);
- Narva mnt 13 — бизнес-центр «Про-Капитал» (Pro Kapitali Ärikeskus);
- Viru väljak 2 — бизнес-центр «Метро-Плаза» (Mеtro Plaza Ärikeskus);
- Rotermanni tn 8 — торговый центр «Ротерманн Сити» (Rotermann City);
- Ahtri tn 9 — торговый центр «Наутика» (Nautica Keskus);
- Kai tn 6 — торговый центр «Рынок Садама» (Sadamaturg).

## Отели
- Paadi tn 5 — «Hestia Hotel Europa»[14];
- Sadama tn 11A — «Tallink Spa & Conference Hotel»[15];
- Narva mnt 7C — «Park Inn by Radisson Central Tallinn»[16].

## Церкви
- Ahtri tn 7 / Paadi tn 2 — Церковь святых и праведных Симеона Богоприимца и Анны Пророчицы;
- Karu tn 16 — Таллинская синагога[17].

## Общественный транспорт
По территории микрорайона проходят следующие маршруты городского общественного транспорта:
- автобусные — № 1, 2, 5, 8, 20, 29, 34, 35, 38, 44, 51, 60, 63;
- трамвайные — № 1, 3[18].

## Галерея

Микрорайон Садама
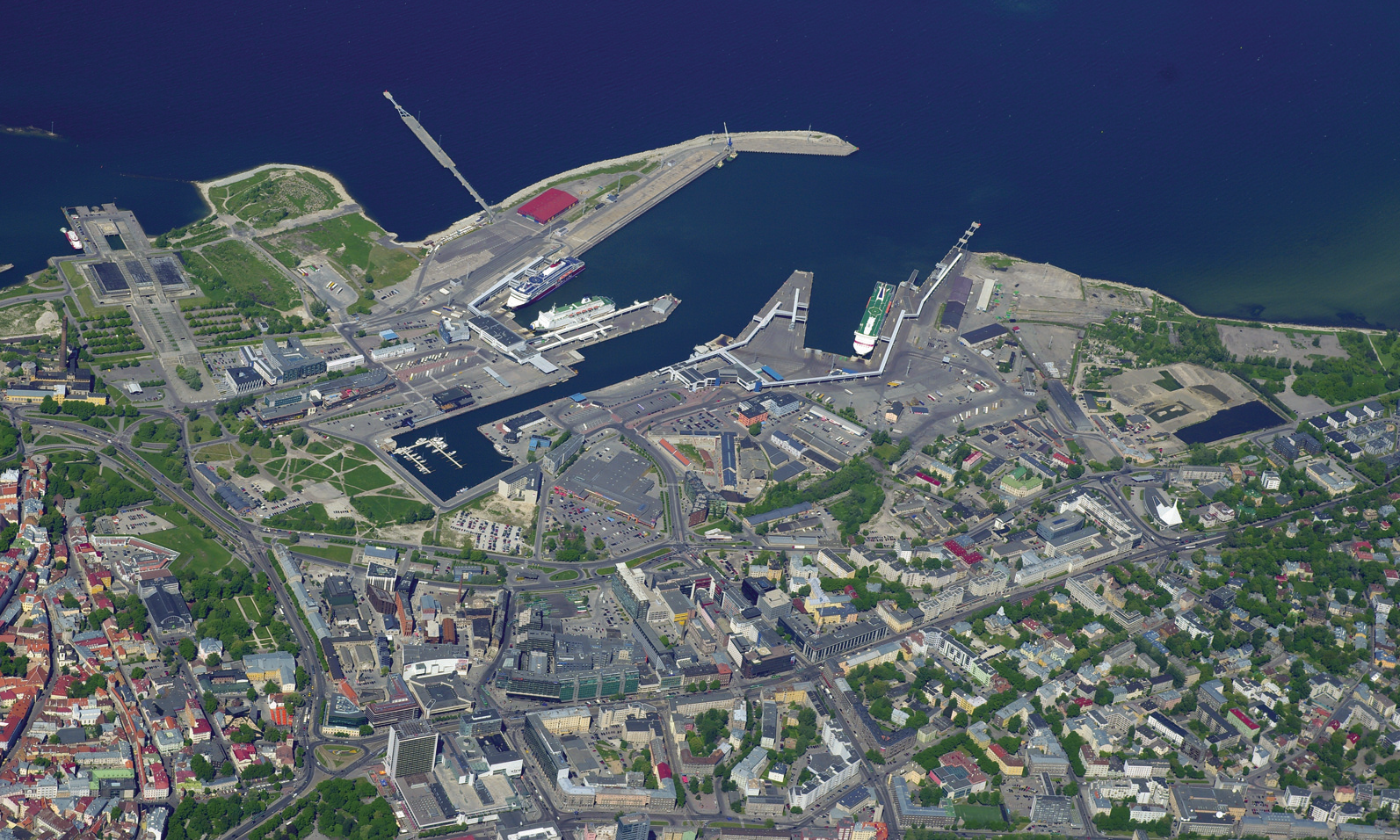
Микрорайон Садама с воздуха
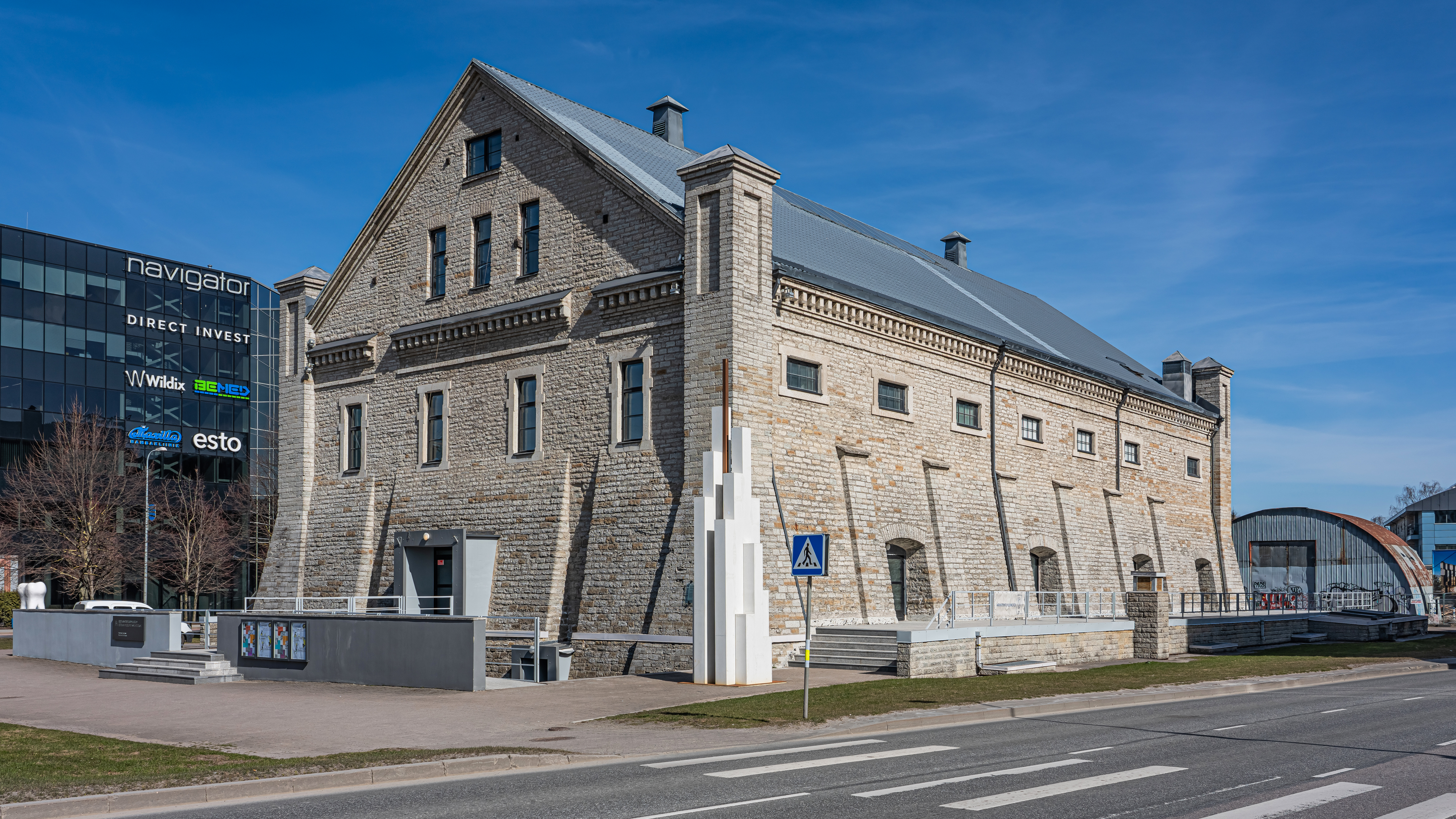
Соляной склад Ротерманна
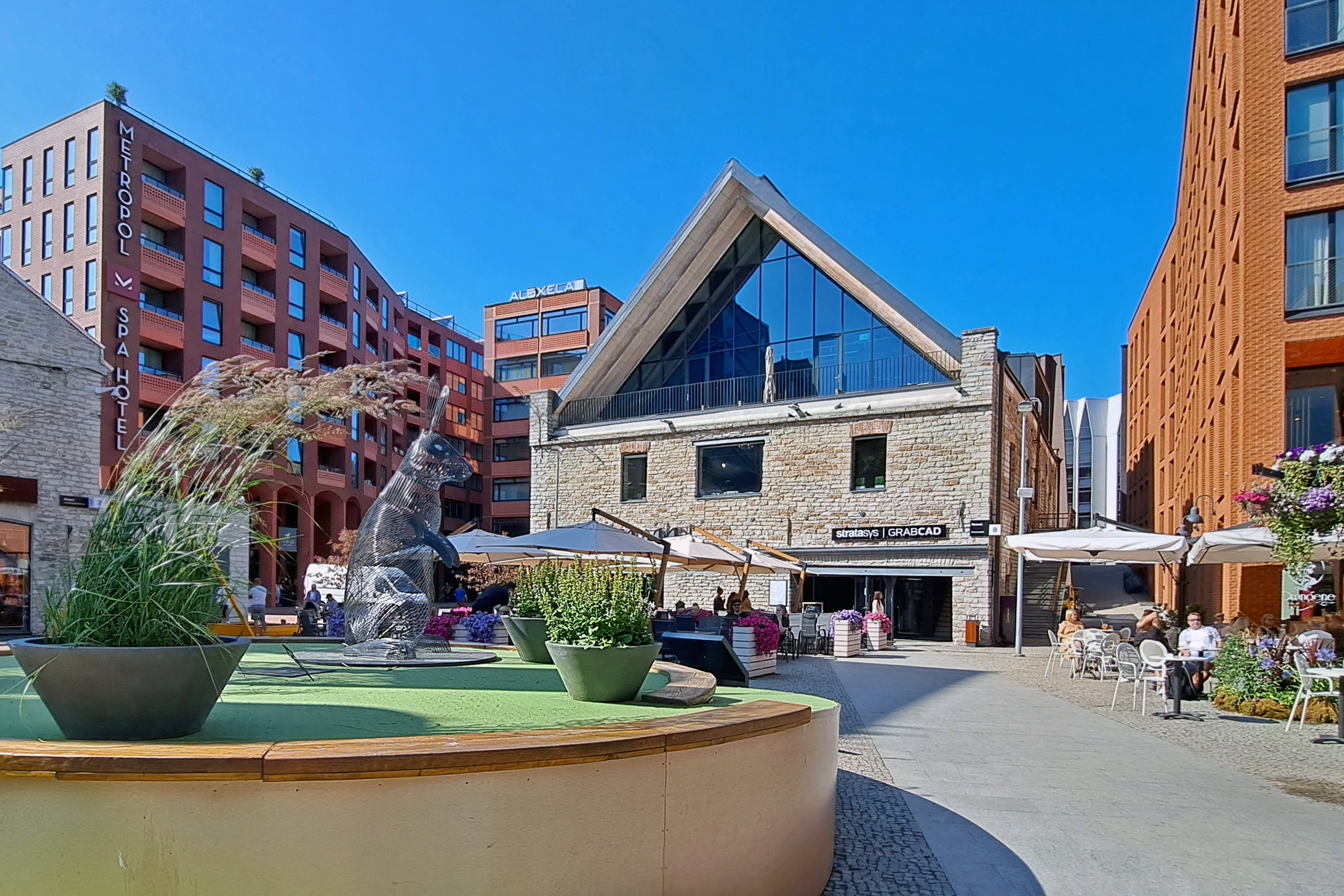
Квартал Ротерманна
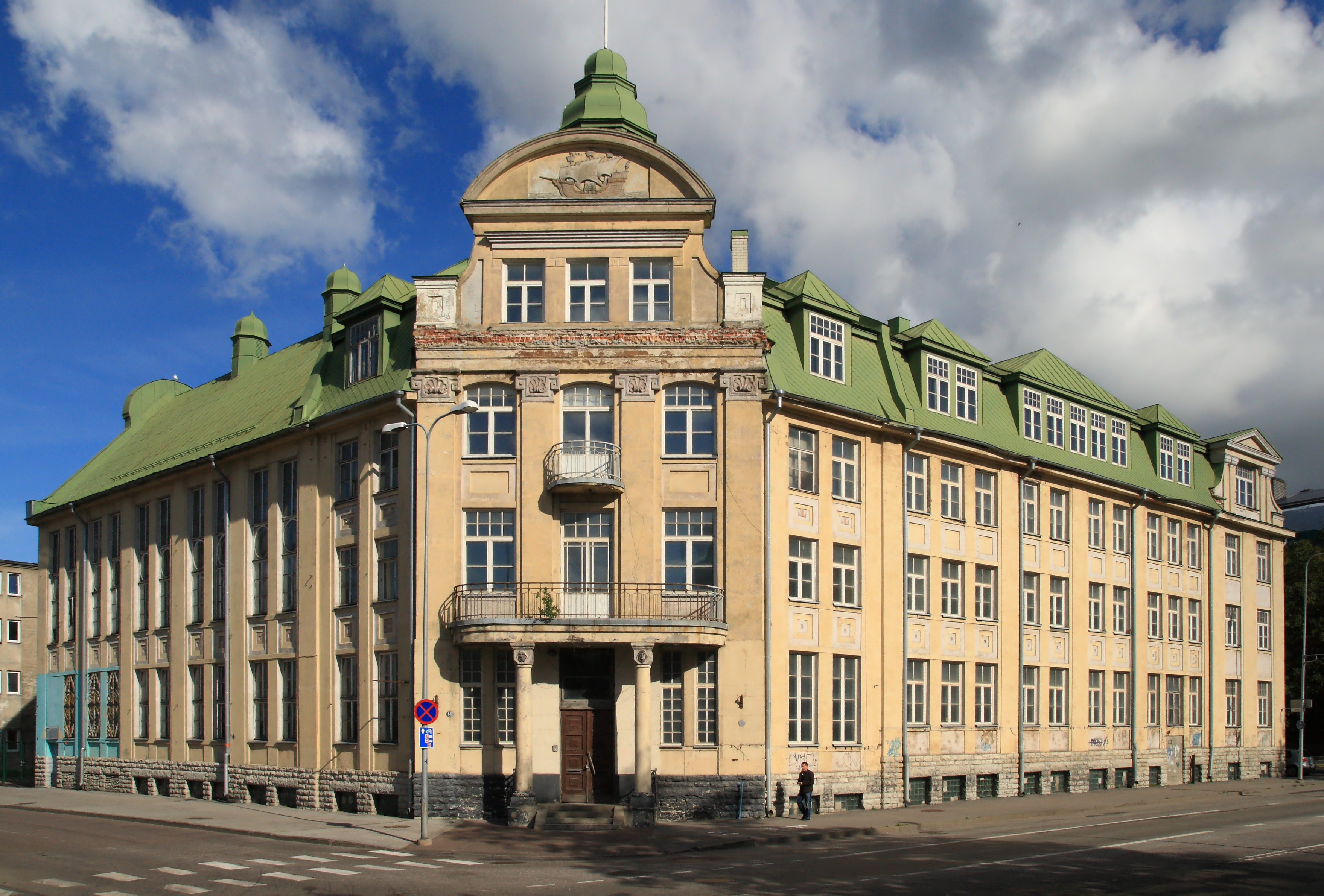
«Дом моряков» (памятник архитектуры, арх. Жак Розенбаум, 1926)
Улица Лоотси
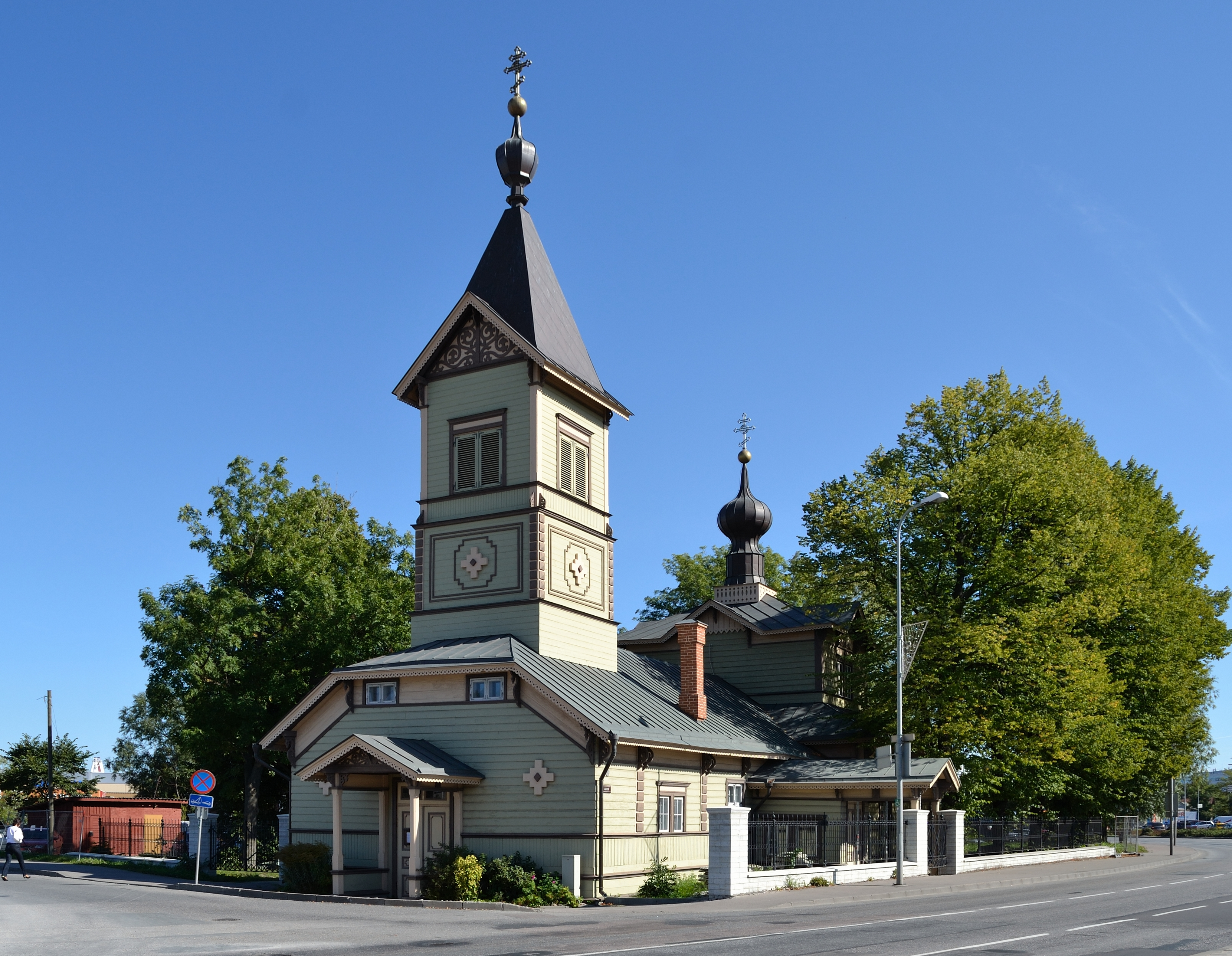
Церковь Святых Симеона и Анны
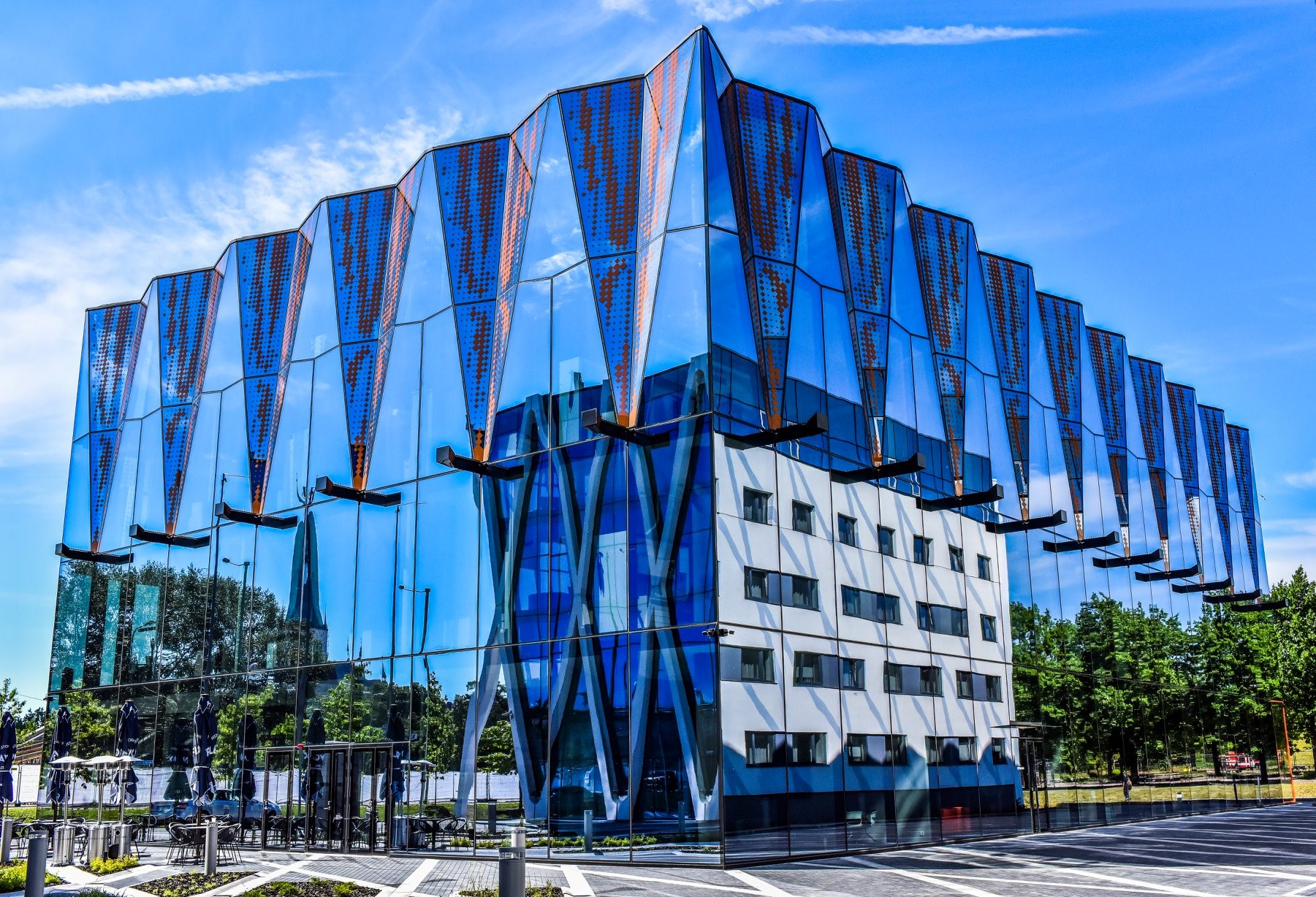
Офис компании «Eesti Gaas»
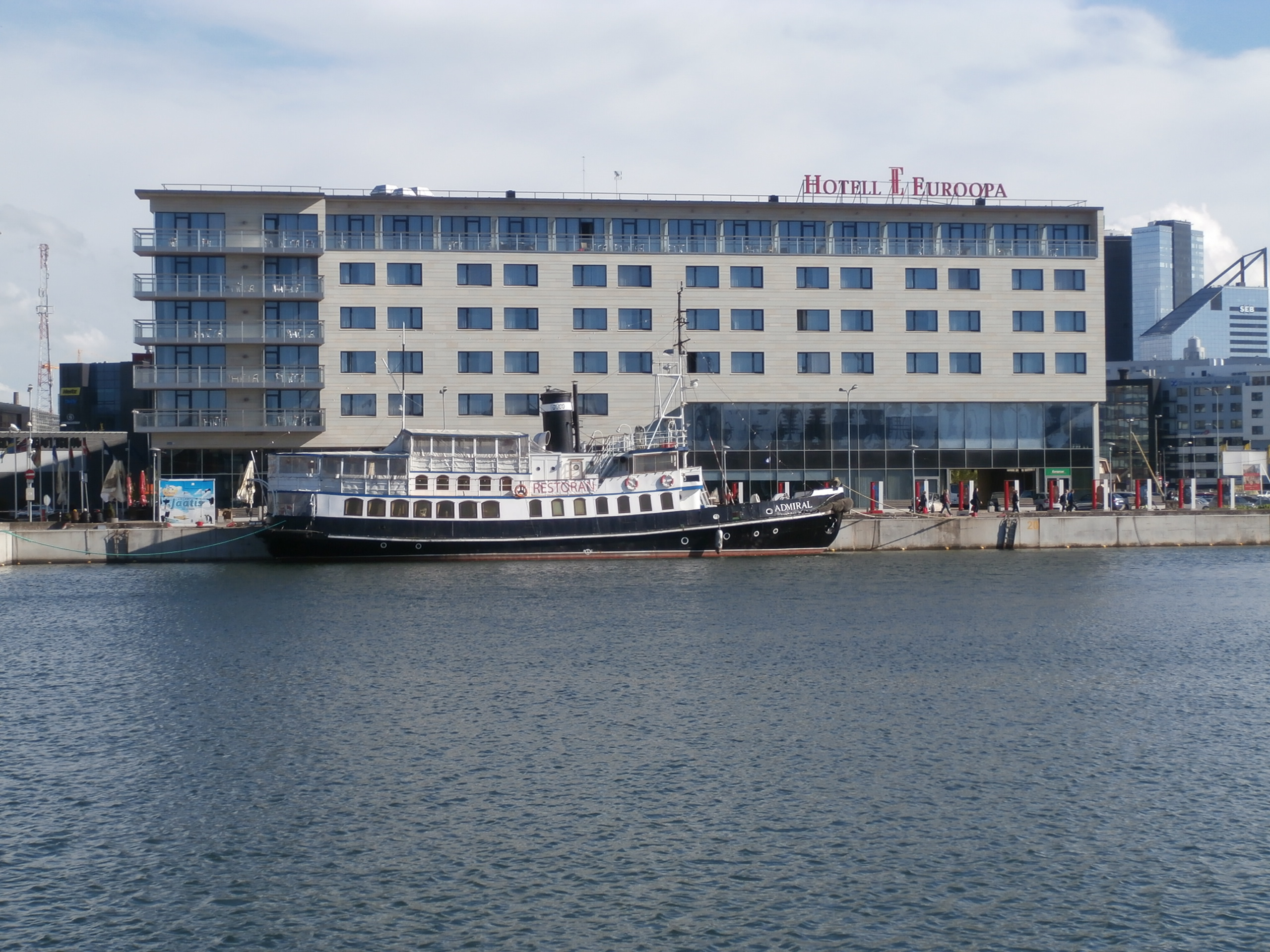
Гостиница «Hestia Hotel Europa»

## Комментарии
1. ↑  Эстонские топонимы, оканчивающиеся на -а, в русском языке не склоняются[4], а род получают по родовому слову, например, деревне присваивается женский род, хотя в эстонском языке нет категории рода.